# 법률요건
법률요건(法律要件)은 일정한 법률효과를 발생시키는 사실을 통틀어 말하는 것으로, 일정한 법률효과를 발생시키기 위한 필요충분한 사실의 전체를 의미한다. 법률요건을 구성하는 각개의 사실을 법률요건 사실, 줄여서 법률사실이라고 한다. 법률행위가 가장 핵심적인 법률요건이지만 준법률행위나 불법행위, 부당이득, 사무관리 등도 법률요건에 포함된다.

## 법률행위
법률행위(法律行爲)는 대한민국 민법상, 일정한 법률효과의 발생을 목적으로 하는 한 개의 또는 수개의 의사표시를 불가결한 구성요소로 하는 법률요건을 말한다. 법률행위는 법률요건이기 때문에 법률효과(법률관계의 변동)를 발생시키는 데 필요하고도 충분한 법률사실(예컨대, 부동산 물권변동을 위해서는 의사표시와 등기)이 모두 이에 포함되어야 한다.

## 준법률행위
준법률행위란 법률행위 이외의 모든 적법행위를 말한다. 준법률행위로 구분되는 법률 요건에는 의사의 통지, 관념의 통지, 감정의 표시 등이 있다.

## 불법행위
불법행위(不法行爲, tort)라 함은 고의 또는 과실로 타인에게 손해를 가하는 위법행위로서  법률요건의 하나이다. 영국의 도너휴 대 스티븐슨 판결이 불법행위법의 시작으로 알려져 있다.

## 부당이득
부당이득(不當利得)은 법률상의 원인 없이 부당하게 타인의 재산이나 노무에 의하여 재산적 이익을 얻고 이로 말미암아 타인에게 손해를 준 자에 대하여 이익의 반환을 명하는 제도(741조)이다. 이러한 경우 이득자는 원칙적으로 손실을 받은 자에 대하여 이익을 반환하는 의무를 진다.

## 같이 보기
- 법률사실